# Фердинанд Лумбан Тобинг
Фердинанд Лумбан Тобинг (индон. Ferdinand Lumbantobing; 19 февраля 1899, Сиболга Северная Суматра — 7 октября 1962, Джакарта, Индонезия) — индонезийский государственный деятель. Национальный герой Индонезии.

## Биография
Окончил голландскую начальную школу. До 1924 года обучался в медицинской школе, затем работал врачом-инфекционистом в государственной больнице Джакарты.
Участник борьбы за независимость Индонезии.
Первый министр трудовых ресурсов и перемещений Индонезии (9 апреля 1957-10 июля 1959 года). Активно осуществлял масштабную трансмиграционную программу индонезийского правительства по массовому плановому перемещению безземельных семей из плотно населённых островов Индонезии в менее густонаселённые области (острова) страны.
Министр связи и информатизации Республики Индонезии (1953—1955), министр здравоохранения (1953) и губернатор Северной Суматры (1948—1950).

## Память
- Имя Фердинанда Лумбан Тобинга присвоено Главной больницей в г. Сиболга и аэропорту г. Пиангсори (Центральное Тапанули, Северная Суматра).
- В 1969 году почта Индонезии выпустила марку с изображением Фердинанда Лумбан Тобинга.